# Råde
Råde là một đô thị ở hạt Østfold, Na Uy. Các đô thị giáp ranh là Rygge, Våler, Sarpsborg và Fredrikstad.
Giáo khuRaade được lập thành một đô thị vào ngày 1 tháng 1 năm 1838 (xem formannskapsdistrikt).
Các làng ở Råde:
- Karlshus
- Saltnes
- Missingmyr
- Slangsvold

## Tên gọi
Đô thị này (ban đầu là một giáo khu) được đặt tên theo nông trang cũ Råde (Norse Róða), do nhà thờ đầu tiên đã được xây ở đó.
Cho đến năm 1921, tên vẫn được viết "Raade".

## Huy hiệu
Huy hiệu được áp dụng thập kỷ trước(1980).